# Liste der Gouverneure der Bundesstaaten des Südsudan
Die Liste der Gouverneure der Bundesstaaten des Südsudan führt alphabetisch geordnet die vom Präsidenten des Südsudan ernannten aktuellen Gouverneure der zehn Bundesstaaten des Südsudan einschließlich des Datums ihrer Ernennung auf. Während des Bürgerkrieg im Südsudan 2013 bis 2018, genauer vom 29. Dezember 2015 bis zum 29. Juni 2020, waren die zehn einzelnen Bundesstaaten in 28, beziehungsweise  ab dem Januar 2017 in 32 Einzelstaaten unterteilt. Die unklare Lage in der Präsident Salva Kiir Mayardit und der ehemalige Vizepräsident Riek Machar um die Macht im Südsudan kämpften, war sehr unübersichtlich. Ab dem 22. Februar 2020 wurde die Gliederung wieder auf die Zeit vor Beginn des Bürgerkriegs zurückgesetzt. Ab dem 29. Juni 2010 wurden neue Gouverneure von Salva Kiir Mayardit eingesetzt.
Einzige Frau ist derzeit Sarah Cleto Hassan Rial in Western Bahr el Ghazal.

## Liste der Gouverneure
| Staat                   | Name                    | Partei  | Im Amt seit     |
| ----------------------- | ----------------------- | ------- | --------------- |
| Central Equatoria       | Emmanuel Adil Anthony   | SPLM    | 29. Juni 2020   |
| Eastern Equatoria       | Louis Lobong Lojore     | SPLM    | 29. Juni 2020   |
| Jonglei                 | Denay Jock Chagor       | SSOA    | 15. Juli 2020   |
| Lakes                   | Rin Tueny Mabor         | SPLM    | 8. Juni 2021    |
| Northern Bahr el Ghazal | Tong Akeen Ngor         | SPLM    | 29. Juni 2020   |
| Unity                   | Joseph Nguen Monytuil   | SPLM    | 29. Juni 2020   |
| Upper Nile              | James Odhok Oyiay       | SPLM-IO | 26. Januar 2023 |
| Warrap                  | Aleu Ayieny Aleu        | SPLM    | 28, Januar 2021 |
| Western Bahr el Ghazal  | Sarah Cleto Hassan Rial | SPLM-IO | 29. Juni 2020   |
| Western Equatoria       | Alfred Futuyo Karaba    | SPLM-IO | 29. Juni 2020   |

## Liste der Chief Administrators der Verwaltungsgebiete
Neben den Bundesstaaten existieren drei Verwaltungsgebiete, die nicht von Gouverneuren, sondern von Chief Administrators regiert werden.
| Staat       | Sitz    | Chief Administrator    | Partei | Im Amt seit     |
| ----------- | ------- | ---------------------- | ------ | --------------- |
| Abyei       | Abyei   | Chol Deng Alak         | SPLM   | 19. Januar 2023 |
| Pibor       | Pibor   | Lokali Amae Bullen     | SPLM   | 9. Juni 2021    |
| Ruweng Area | Pariang | Stefano Wieu de Mialek | SPLM   | 8. Juni 2022    |

## Weblink
- Südsudanesische Gouverneure auf worldstatesmen.org